# .nc
.nc er et nationalt topdomæne der er reserveret til Ny Kaledonien.
| Nationale topdomæner | Spire Denne artikel om nationale topdomæner er en spire som bør udbygges. Du er velkommen til at hjælpe Wikipedia ved at udvide den. |